# Bobby Lashley
Franklin Roberto Lashley (* 16. Juli 1976 in Junction City, Kansas) ist ein US-amerikanischer Ringer, Wrestler und ehemaliger MMA-Kämpfer. Bekannt wurde er vor allem unter seinem Ringnamen Bobby Lashley. Aktuell steht er bei All Elite Wrestling (AEW) unter Vertrag. Seine bisher größten Erfolge sind der viermalige Erhalt der TNA World Heavyweight Championship, der zweifache Erhalt der WWE Championship und der zweifache Erhalt der WWE United States Championship.

## Karriere im Ringen
Lashley absolvierte das Missouri Valley College und schloss es 1999 mit einem Diplom in Human Service Agency Management ab. Während dieser Zeit konnte er dreimal die nationalen Meisterschaften im Ringen zwischen 1996 und 1998 gewinnen. Außerdem war er 1997 und 1998 NAIA-Champion im Ringen. Nach dem College setzte er seine Ringerkarriere in der Armee der Vereinigten Staaten fort, wo er zweimal Armed Forces Entertainment und Silbermedaillist bei den Militärweltmeisterschaften wurde.

## Wrestling-Karriere

### World Wrestling Entertainment (2004–2008)

#### Siegesserie und United States Champion (2005–2006)

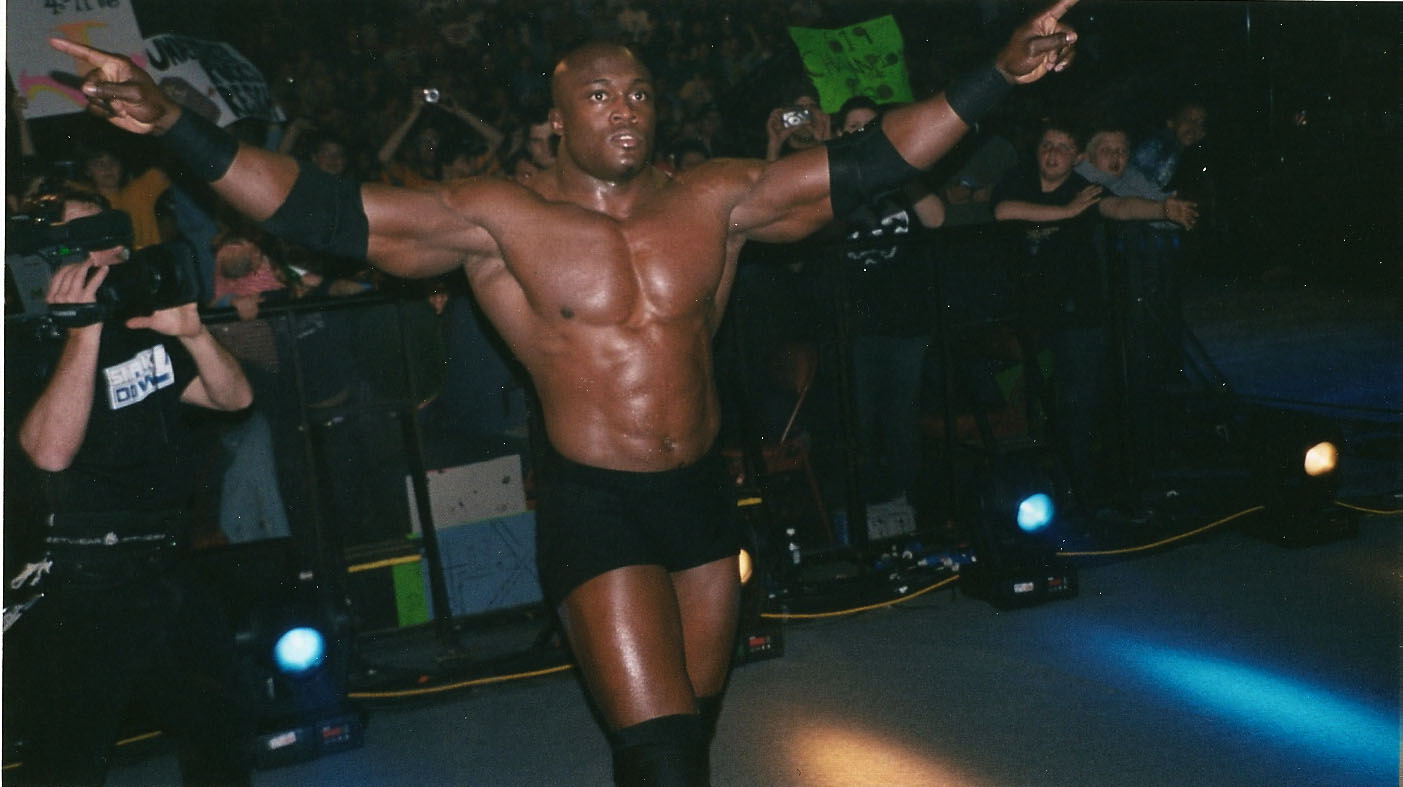
Bobby Lashley bei SmackDown! (2006)

Im November 2003 unterschrieb Lashley einen Vertrag mit World Wrestling Entertainment und trat daraufhin als Blaster Lashley bei deren Aufbauliga Ohio Valley Wrestling (OVW) an. Mitte 2005 trat Lashley zum ersten Mal in einem Dark Match an, um seine Wirkung auf das WWE-Publikum zu testen. Am 23. September 2005 hatte Lashley unter dem Ringnamen Bobby Lashley bei SmackDown! sein offizielles WWE-Debüt. Er wurde dem Publikum als dreifacher National Amateur Wrestling Champion, vierfacher All-American, zweifacher Armed Forces Champion und Silbermedaillist bei der Military World Championship vorgestellt. Er hatte das Gimmick eines Powerhouse, eines absoluten Kraftpaketes, bekommen und so durfte er in einem sehr kurz angelegten Matchverlauf seinen Kontrahenten klar besiegen. Er wurde nun in der mittleren Kampfkarte eingesetzt und durchlief seine ersten Fehdenprogramme. Durfte Lashley seine Matches anfänglich gewinnen, so musste er am 19. Februar 2006 seine erste Niederlage gegen John Layfield hinnehmen. Er wurde nun eine Zeit lang in der unteren Kampfkarte eingesetzt, da dem Publikum seine wrestlerischen und sprachlichen Mängel am Mikrofon aufgefallen waren.
Schließlich folgte wieder eine Aufwertung Lashleys, als er wieder in der mittleren Kampfkarte eingesetzt wurde. Infolgedessen durfte er am 26. Mai 2006 John Layfield besiegen und kurzfristig die WWE United States Championship halten. Bereits am 14. Juli musste Lashley diesen Titel an Dave Finley abgeben. Eine erneute Aufwertung, nun in der oberen Kampfkarte, hatte Lashley im September 2006 erfahren: Am 15. September durfte er ein Titelmatch gegen King Booker um die WWE World Heavyweight Championship gegen Finlay erringen. Er war nun offiziell der Herausforderer Nr. 1 auf diesen Titel, durfte ihn aber beim PPV No Mercy nicht gewinnen.

#### ECW World Heavyweight Champion und letzte Storylines (2006–2008)

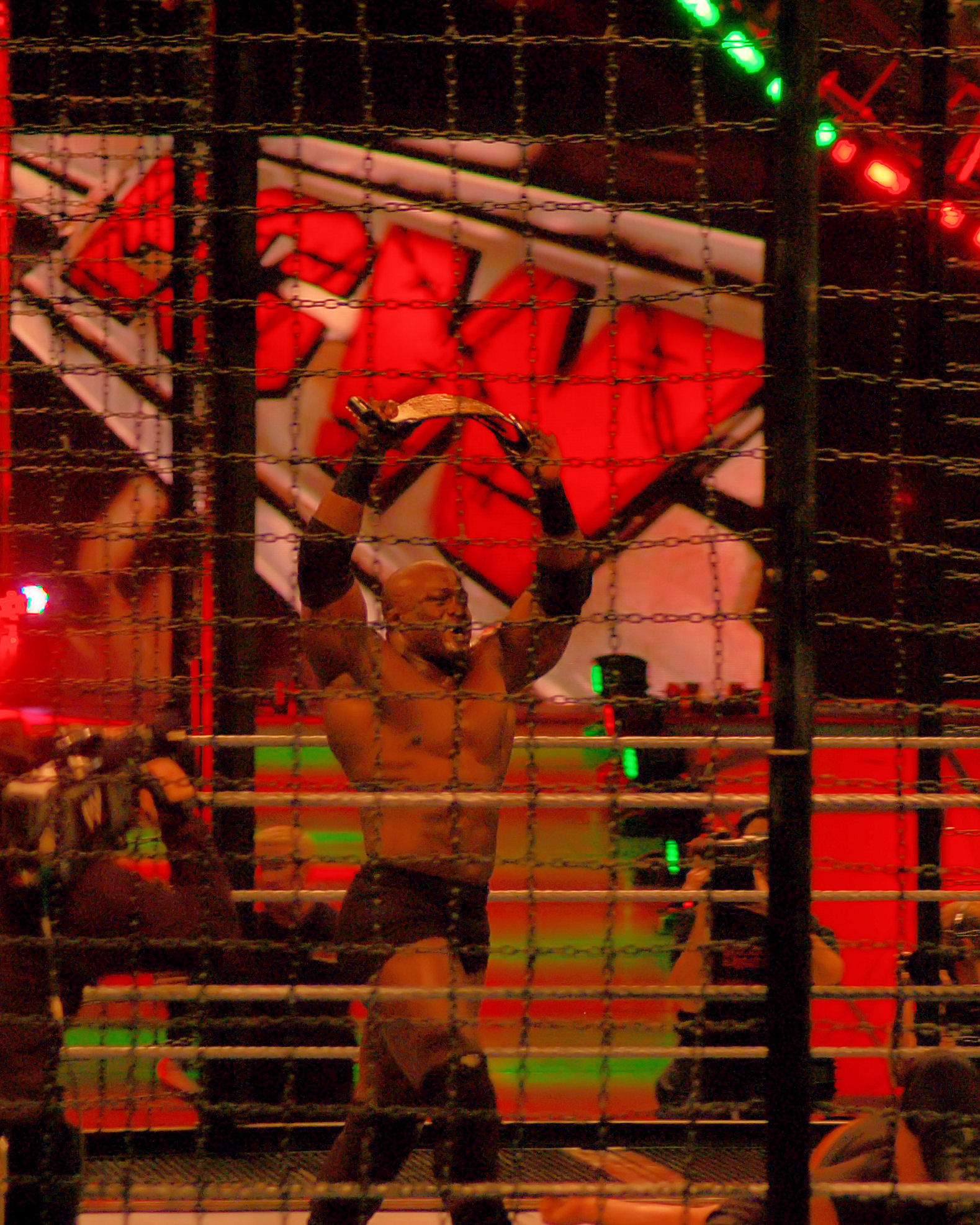
ECW World Heavyweight Champion Bobby Lashley nach seinem Sieg bei December to Dismember (2006)

Am 14. November 2006 debütierte Bobby Lashley bei einer Ausgabe von ECW on SciFi. Dort wurde er als Gegner von Hardcore Holly präsentiert und durfte diesen auch besiegen. Damit wurde Lashley der sechste und letzte Teilnehmer des Extreme Elimination Chambers beim PPV ECW December to Dismember, der einzigen Großveranstaltung, die das ECW-Roster veranstalten durfte. Dort konnte Lashley am 3. Dezember 2006 seinen ersten großen Titel erringen, als er Big Show für die ECW World Heavyweight Championship besiegen durfte. Nach mehreren Titelverteidigungen musste Lashley den Titel am 29. April 2007 nach einem Handicap-Match bei WWE Backlash an Vince McMahon abgegeben. Am 30. April wurde von der WWE verbreitet, dass Lashley aufgrund einer Schulterverletzung pausieren müsse, dennoch trat dieser am 3. Juni 2007 beim ECW One Night Stand 2007 an. Dort durfte Lashley Vince McMahon in einem Street-Fight klar besiegen und so zum zweiten Mal den ECW-Titel erringen.
Am 11. Juni 2007 wechselte Lashley aufgrund der Draft-Lottery zu RAW. Als Folge dessen wurde ihm der ECW-Titel aberkannt und für vakant erklärt.
Man versuchte von Seiten der WWE Lashley erneut in der oberen Kampfkarte einzusetzen und so bestritt dieser auch mehrere Titelmatches, die er aber aufgrund seiner realen Schulterverletzung nicht gewinnen durfte.
So wurde Lashley auch im Rahmen einer Storyline verletzt und beurlaubt.
Am 22. Januar 2008 teilte Lashley auf seiner offiziellen Webseite mit, dass er nach seiner Genesung nicht mehr zur WWE zurückkehren werde und daher um seine Entlassung gebeten hatte. Am 4. Februar 2008 wurde Lashley auch offiziell von der WWE entlassen.

### Total Nonstop Action Wrestling/Impact Wrestling (2009–2010, 2014–2017)

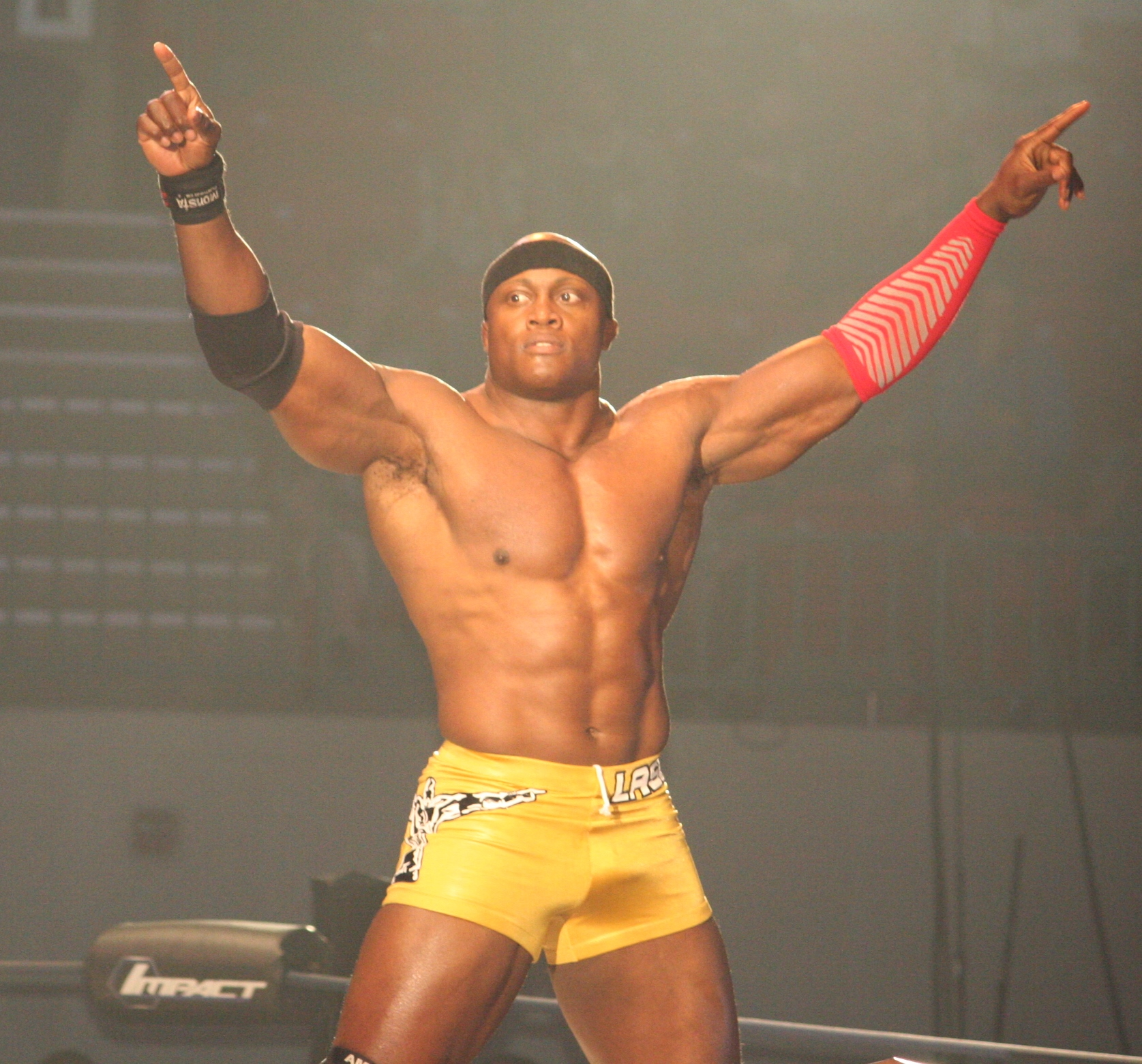
Bobby Lashley bei Impact Wrestling (2015)

Lashley gab sein Total Nonstop Action Wrestling Debüt im April 2009. Anfang 2010 wurde er jedoch wieder aus dem TNA-Roster entfernt.
Am 9. März 2014 kehrte Lashley wieder zu TNA zurück. Bei TNA Slammiversary XII am 12. Juni 2016 gewann er zum ersten Mal die TNA World Heavyweight Championship, welche er insgesamt vier Mal gewinnen durfte.

### Rückkehr zur World Wrestling Entertainment (seit 2018)
Am 9. April 2018 hatte Bobby Lashley einen kleinen Auftritt bei RAW after WrestleMania. Vorher wurde vermutet, dass Lashley schon bei WrestleMania 34 am Tag zuvor einen Auftritt haben sollte, dieser fand jedoch erst bei RAW statt, als er Elias attackierte. Im Laufe des Jahres wurde ihm der WWE 205 Live-Wrestler Lio Rush als sogenannter Hype Man zur Seite gestellt. Nach mehreren kleineren Fehden gegen verschiedene Wrestler konnte Lashley in der RAW-Sendung am 14. Januar 2019 in einem Triple threat match zum ersten Mal in seiner Karriere die WWE Intercontinental Championship gewinnen. Hierfür pinnte er den bisherigen Champion Dean Ambrose, nachdem dieser von Seth Rollins, der ebenfalls im Match stand, niedergestreckt worden war. Rollins wurde von Lio Rush, der mehrfach zugunsten von Lashley in den Kampf eingriff, direkt vor dem Pin aus dem Ring befördert. Bei Elimination Chamber am 17. Februar 2019 verlor Lashley den Titel an Finn Bálor ohne selbst gepinnt zu werden, da die Begegnung als 2:1 Handicap Match angelegt war und Lashley gemeinsam mit Lio Rush antrat.
In der RAW-Sendung vom 11. März 2019 fand erneut ein Titelmatch zwischen Bálor und Lashley statt, dieses konnte Lashley nach Eingreifen von Rush für sich entscheiden. Mit diesem Sieg gewann Bobby Lashley zum zweiten Mal die WWE Intercontinental Championship. Den Titel verlor er am 7. April 2019 bei Wrestlemania 35 wieder an Bálor, der als Demon auftrat und das Match für sich entscheiden konnte. Am 7. Juni 2019 bestritt Lashley ein Singles Match gegen Braun Strowman bei WWE Super ShowDown, dieses verlor er jedoch. Am 14. Juli 2019 bestritt er ein Last Man Standing Match gegen Braun Strowman, welches er jedoch verlor.
Am 11. Mai 2020 gründete er zusammen mit MVP das Stable The Hurt Business. Am 30. August 2020 gewann er die WWE United States Championship. Hierfür besiegte er Apollo Crews. Die Regentschaft hielt 175 Tage und verlor den Titel, schlussendlich am 21. Februar 2021 an Riddle.
Am 1. März 2021 gewann er die WWE Championship, hierfür besiegte er The Miz. Die Regentschaft hielt 196 Tage und verlor den Titel, schlussendlich am 13. September 2021 an Big E. Am 10. Januar 2022 wurde bekannt gegeben, dass sich das Stable komplett auflösen wird. Am 29. Januar 2022 gewann er beim Royal Rumble 2022 erneut die WWE Championship, hierfür besiegte er Brock Lesnar. Die Regentschaft hielt 21 Tage und verlor den Titel, schlussendlich am 19. Februar 2022 beim WWE Elimination Chamber (2022) zurück an Brock Lesnar. Am 4. April 2022 trennte er sich von MVP, nachdem dieser ihn zusammen mit Omos angriff. Am 5. Juni 2022 bestritt er bei Hell In A Cell (2022) ein 2-on-1-Handicap-Match gegen MVP und Omos, das Match gewann er.
Am 2. Juli 2022 gewann Lashley bei Money in the Bank 2022 erneut die WWE United States Championship, hierfür besiegte er Theory. Die Regentschaft hielt 100 Tage und verlor den Titel, schlussendlich am 10. Oktober 2022 an Seth Rollins. In der letzten SmackDown-Show 1 Tag vor WrestleMania 39 gewann er die André the Giant Memorial Battle Royal. Bei WWE Backlash am 6. Mai 2023 trat er in einem Triple Threat Match um die United States Championship gegen Austin Theory und Bronson Reed an, konnte den Titel jedoch nicht gewinnen.
Im Rahmen des WWE Draft wechselte Lashley am 28. April 2023 zum SmackDown-Roster. Anschließend nahm er am Turnier für die neu eingeführte World Heavyweight Championship teil, wo er am 12. Mai 2023 Austin Theory und Sheamus in einem Triple Threat Match besiegte, jedoch im Halbfinale gegen AJ Styles unterlag. Im United States Championship #1 Contender Tournament siegte Lashley gegen Karrion Kross, schied aber in der zweiten Runde nach Einmischung von Angel Garza und Humberto Carrillo gegen Sántos Escobár aus.
Bei SmackDown: New Year's Revolution am 5. Januar 2024 wurde Lashley zusammen mit den Street Profits Opfer eines Angriffs durch Karrion Kross und die zurückkehrenden Authors of Pain (AOP; Akam und Rezar), was seine Wandlung zum Face markierte. Beim Royal Rumble trat er mit Startnummer 11 an, eliminierte Carlito und Kross, wurde aber anschließend selbst von Kross eliminiert. Nach einem Qualifikationssieg über Bronson Reed am 12. Februar nahm Lashley am Elimination Chamber Match teil, wo er von Drew McIntyre eliminiert wurde.
Bei WrestleMania XL am 7. April 2024 besiegten Lashley und die Street Profits The Final Testament in einem Philadelphia Street Fight mit Bubba Ray Dudley als Gastringrichter. Sein letzter WWE-Fernsehauftritt erfolgte am 3. Mai 2024 bei SmackDown mit einer Konfrontation mit Carmelo Hayes, während sein letztes Match bei einer House Show am 5. Mai 2024 gegen Sántos Escobár stattfand. Nach dem Auslaufen seines WWE-Vertrags im August 2024 wurde Lashley am 16. August offiziell in den Alumni-Bereich der Website des WWE Network verschoben.

### Wechsel zurAll Elite Wrestling
Im September 2024 unterschrieb Lashley einen Vertrag bei All Elite Wrestling (AEW). Sein Debüt gab er am 30. Oktober 2024 bei Fright Night Dynamite, wo er Swerve Strickland attackierte und sich mit seinen ehemaligen Kollegen des Hurt Business MVP und Shelton Benjamin als „The Hurt Syndicate“ zusammenschloss, womit er in die Rolle eines Heels zurückkehrte. Am 20. November 2024 bestritt Lashley sein erstes AEW-Match und besiegte Cheeseburger und Joe Keys in einem 2-gegen-1-Handicap-Match, bevor er am 23. November bei Full Gear Strickland bezwang.
Am 22. Januar 2025 gewannen Lashley und Benjamin die AEW World Tag Team Championship durch einen Sieg über Private Party (Isiah Kassidy und Marq Quen), was Lashleys ersten Tag-Team-Titel in einer großen Wrestling-Promotion darstellte. Anschließend verteidigte das Duo die Titel erfolgreich gegen The Gunns (Austin Gunn und Colten Gunn) am 12. Februar, gegen The Outrunners (Truth Magnum und Turbo Floyd) bei AEW Revolution am 9. März sowie gegen Big Bill und Bryan Keith von The Learning Tree bei AEW Dynasty am 6. April 2025, wobei sie Unterstützung von MJF erhielten, der in den Wochen zuvor versucht hatte, dem Hurt Syndicate beizutreten. Ihre Titelregentschaft setzte sich mit einer weiteren erfolgreichen Verteidigung gegen Gates of Agony (Bishop Kaun & Toa Liona) bei AEW Dynamite am 16. April 2025 fort.
In einem Interview mit Chris Van Vliet, veröffentlicht am 25. April 2025, sprach Lashley über die Wiedervereinigung des Hurt Syndicate und betonte die authentische Dynamik der Gruppe: „Wir sind wirklich Freunde, wir streiten wirklich, wir kämpfen wirklich wie Brüder. Das ist kein geskripteter Kram – das ist echt.“ Auf die Frage nach einer möglichen Erweiterung des Teams um Cedric Alexander antwortete er: „Wir lieben Ced, er ist wie unser kleiner Bruder. Also werden wir sehen, was passiert.“ Das Interview lieferte Einblicke in die hinter den Kulissen gewachsene Gruppendynamik.

## Mixed Martial Arts Karriere

### Strikeforce (2010)
Lashley wurde am 10. April 2008 von der Sports Entertainment Management Gruppe Zinkin Entertainment in die Liste der von ihnen betreuten Athleten aufgenommen, was die Gerüchte bestätigte, dass er eine Karriere als Mixed-Martial-Arts-Kämpfer anstreben würde. Lashley wechselte zur MMA-Organisation Strikeforce und besiegte dort in seinem ersten Kampf Wes Sims nach 2:06 min durch technischen K.O. Im August 2010 verlor Lashley seinen zweiten Strikeforce-Kampf gegen Chad Griggs durch Aufgabe in der zweiten Runde. Nach dem Kampf wurde er im Krankenhaus gegen Dehydration behandelt.

### Titan Fighting Championship (2011–2013)
Nach seiner ersten Niederlage wechselte er zu der Promotion Titan Fighting Championship und bestritt dort einen erfolgreichen Kampf gegen John Ott.

### Shark Fights (2011)
Am 11. November 2011 besiegte er Karl Knothe und wurde dadurch zum Shark Fights Heavyweight Champion.

### Bellator MMA (2014–2018)
Lashley gab sein Bellator-MMA-Debüt am 5. September 2014.

## Mixed Martial Arts Statistik
| Ergebnis   | Profi-Rekord | Gegner           | Datum             | Veranstaltung                            | Methode                                | Runde | Zeit |
| ---------- | ------------ | ---------------- | ----------------- | ---------------------------------------- | -------------------------------------- | ----- | ---- |
| Sieg       | 15–2         | Josh Appelt      | 21. Oktober 2016  | Bellator 162                             | Aufgabe (Rear Naked Choke)             | 2     | 1:43 |
| Sieg       | 14–2         | James Thompson   | 6. November 2015  | Bellator 145                             | Technischer Knockout (Punches)         | 1     | 0:54 |
| Sieg       | 13–2         | Dan Charles      | 19. Juni 2015     | Bellator 138                             | Technischer Knockout (Punches)         | 2     | 4:14 |
| Sieg       | 12–2         | Karl Etherington | 24. Oktober 2014  | Bellator 130                             | Aufgabe (Punches)                      | 1     | 1:31 |
| Sieg       | 11–2         | Josh Burns       | 5. September 2014 | Bellator 123                             | Aufgabe (Rear Naked Choke)             | 2     | 3:54 |
| Sieg       | 10–2         | Tony Melton      | 8. November 2013  | Xtreme Fight Night 15                    | Decision (Unanimous)                   | 5     | 5:00 |
| Sieg       | 9–2          | Matthew Larson   | 29. Juni 2013     | GWC: The British Invasion: U.S. vs. U.K. | Aufgabe (Rear Naked Choke)             | 1     | 1:38 |
| Sieg       | 8–2          | Kevin Asplund    | 7. Juni 2013      | Titan FC 25                              | Aufgabe (Americana)                    | 2     | 1:23 |
| Niederlage | 7–2          | James Thompson   | 6. Mai 2012       | Super Fight League 3                     | Decision (Unanimous)                   | 3     | 5:00 |
| Sieg       | 7–1          | Karl Knothe      | 11. November 2011 | Shark Fights 21                          | Aufgabe (Americana)                    | 1     | 3:44 |
| Sieg       | 6–1          | John Ott         | 25. März 2011     | Titan FC 17                              | Decision (Unanimous)                   | 3     | 5:00 |
| Niederlage | 5–1          | Chad Griggs      | 21. August 2010   | Strikeforce: Houston                     | Technischer Knockout (Doctor Stoppage) | 2     | 5:00 |
| Sieg       | 5–0          | Wes Sims         | 20. Januar 2010   | Strikeforce: Miami                       | Technischer Knockout (Punches)         | 1     | 2:06 |
| Sieg       | 4–0          | Bob Sapp         | 27. Juni 2009     | FFI: Ultimate Chaos                      | Aufgabe (Punches)                      | 1     | 3:17 |
| Sieg       | 3–0          | Mike Cook        | 15. Mai 2009      | MFC 21                                   | Aufgabe (Guillotine Choke)             | 1     | 0:24 |
| Sieg       | 2–0          | Jason Guida      | 21. März 2009     | SRP: March Badness                       | Decision (Unanimous)                   | 3     | 5:00 |
| Sieg       | 1–0          | Joshua Franklin  | 13. Dezember 2008 | MFA: There Will Be Blood                 | Technischer Knockout (Doctor Stoppage) | 1     | 0:41 |

## Titel und Auszeichnungen

### Wrestling
- Alabama Wrestling Federation
  - AWF Tag Team Championship (1×) – mit The Boogeyman

- Italian Wrestling Superstar
  - IWS Heavyweight Championship (1×)

- Pro Wrestling Illustrated
  - Most Improved Wrestler of the Year (2006)
  - Rookie of the Year (2005)

- Total Nonstop Action Wrestling
  - TNA World Heavyweight Championship (4×)
  - TNA King of the Mountain Championship (1×)
  - TNA X Division Championship (1×)
  - Joker’s Wild (2015)

- World Wrestling Entertainment
  - WWE Championship (2×)
  - ECW World Heavyweight Championship (2×)
  - WWE Intercontinental Championship (2×)
  - WWE United States Championship (3×)

### Mixed Martial Arts
- Shark Fight Promotions
  - Shark Fights Heavyweight Championship (1×)

- Xtreme Fight Night
  - XFN Heavyweight Championship (1×)

### Ringen
- International Federation of Associated Wrestling Styles
  - NYAC Christmas Tournament Senior Freestyle Silver Medalist (2001)

- International Military Sports Council
  - CISM Armed Forces Championships Senior Freestyle Gold Medalist (2003)
  - CISM Armed Forces Championships Senior Freestyle Silver Medalist (2002)
  - CISM Military World Championships Senior Freestyle Silver Medalist (2002)

- USA Wrestling
  - Third in the USA World Team Trials Senior Freestyle (2003)

- National Association of Intercollegiate Athletics
  - NAIA All-American (1995, 1996, 1997, 1998)
  - NAIA Collegiate National Championship (1996, 1997, 1998)

- Kansas Wrestling Coaches Association
  - KWCA Collegiate Wrestler of the Year (1998)

- National High School Coaches Association
  - NHSCA Senior All-American (1994)

- Kansas State High School Activities Association
  - KSHSAA 6A All-State (1993, 1994)
  - KSHSAA 6A High School State Championship (1994)
  - KSHSAA 6A High School State Championship Runner-up (1993)